# Berge (Adelsgeschlecht)

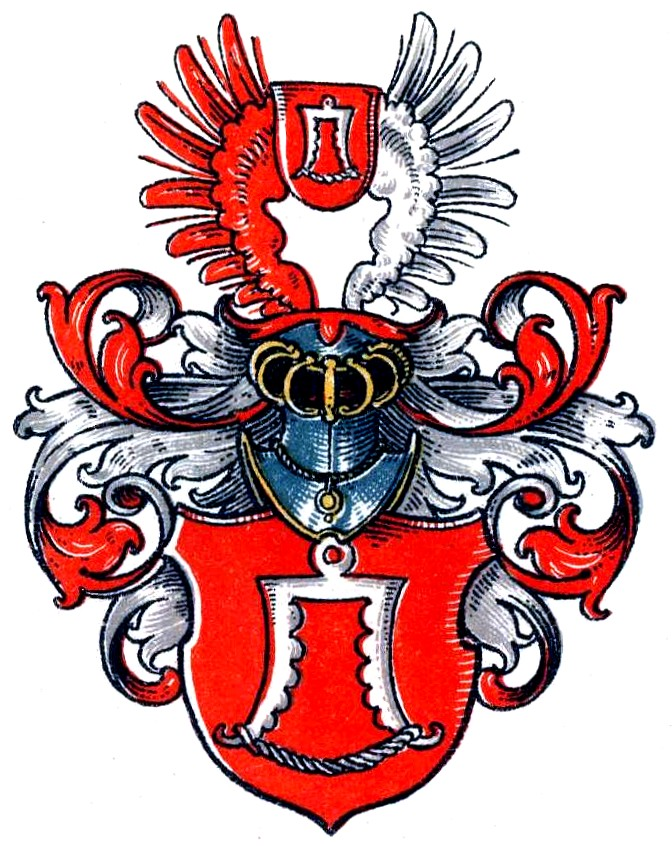
Wappen der op dem Berge

Die Herren op dem Berge waren ein westfälisches Adelsgeschlecht.

## Geschichte
Laut Ledebur ist das Geschlecht mit denen von Altendorf, Ekenschede, Schedelich und anderen Essenschen Geschlechtern gemeinsamen Ursprungs.
Namensgebender Stammsitz des Geschlechts war Haus Berge im heutigen Essener Stadtteil Bochold. Das Haus erscheint bereits 1291 als Haus „op dem Berge“. Zum Haus gehörten neben dem Haupthaus mit Nebengebäuden auch Mühlen und Fischteiche. Der Letzte der Familie op dem Berge auf Haus Berge verstarb 1528. Danach kam das Stammhaus der op dem Berge in den Besitz des Geschlechts derer von Recke.
Die Familie op dem Berge war von der Mitte des 14. bis Mitte des 17. Jahrhunderts in den Kreisen Essen (Alstäden (1350)), Haus Ripshorst (1580, 1650), Recklinghausen (Frentrop (1350)) und Bochum (Hordel (1500)) begütert.
Das Geschlecht blühte noch 1734.

## Wappen
In Rot eine silberne hängende Pferdepramme, zuweilen auch schräglinks gestellt. Auf dem Helm ein offener Flug, der rechte Flügel rot, der linke silber, dazwischen der Schild. Die Helmdecken sind rot-silber.